# Liste des sites du Conservatoire du Littoral en Corse
Le Conservatoire du Littoral a pour mission de protéger les espaces naturels maritimes et lacustres, d'intérêt biologique et paysager, fragiles et menacés. Établissement public, ses acquisitions depuis les années 1980 couvrent en Corse, 18 062 ha et environ 200 km de littoral, soit 20 % du linéaire côtier de l'île qui compte 1 000 km.

## Liste des sites acquis
| Haute-Corse                                        | Haute-Corse     | Haute-Corse                                                        | Haute-Corse | Haute-Corse                  | Haute-Corse                   |
| Nom du site                                        | Superficie (ha) | Commune                                                            | Site classé | Réserve naturelle            | Oiseaux, Flore, Tour génoise… |
| -------------------------------------------------- | --------------- | ------------------------------------------------------------------ | ----------- | ---------------------------- | ----------------------------- |
| Pointe du Cap Corse (y compris Îles Finocchiarola) | 660             | Rogliano                                                           | Oui         | Oui (îles Finocchiaroli 8ha) | Oiseaux, Tours                |
| Banda Bianca (Grau de l'étang de Biguglia)         | 5               | Furiani                                                            |             |                              |                               |
| Rives de l'étang de Biguglia                       | 535             | Borgo                                                              |             | Oui                          | Oiseaux, site départemental   |
| Mucchiatana                                        | 65              | Venzolasca                                                         | oui         |                              | Flore                         |
| Terrenzana                                         | 128             | Tallone                                                            |             |                              |                               |
| Del Sale                                           | 278             | Aléria                                                             |             |                              | Oiseaux                       |
| Pinia                                              | 366             | Ghisonaccia                                                        |             |                              | Oiseaux                       |
| Étang d'Urbinu                                     | 794             | Ghisonaccia                                                        |             |                              | Flore                         |
| Palu-Graduggine                                    | 308             | Serra-di-Fiumorbo, Ventiseri                                       |             |                              | Flore                         |
| Embouchure du Fango (Riciniccia)                   | 116             | Galéria                                                            | Oui         |                              | Oiseaux                       |
| Crovani                                            | 25              | Calenzana                                                          |             |                              |                               |
| Punta di la Revellata                              | 44              | Calvi                                                              |             |                              | Flore                         |
| Spanu                                              | 65              | Lumio                                                              |             |                              | Tour                          |
| Punta di Varcale                                   | 7               | Corbara                                                            |             |                              |                               |
| Rivages de Corbara (Percepina)                     | 24              | Corbara                                                            |             |                              |                               |
| Agriate (y compris Vallée de l'Ostriconi)          | 5696            | Palasca, San-Gavino-di-Tenda, Santo-Pietro-di-Tenda, Saint-Florent | Oui         |                              | Oiseaux, Tour                 |
| Îlot Capense                                       | 3               | Centuri                                                            |             |                              | Oiseaux                       |
| Îles de la Pietra                                  | 12              | L'Île-Rousse                                                       |             |                              |                               |
| Lozari                                             | 66              | Belgodère, Occhiatana                                              |             |                              |                               |
| Misincu                                            | ?               | Cagnano                                                            |             |                              |                               |
| Moulin de Calbelle-Moulin Mattei                   | 2               | Ersa                                                               |             |                              |                               |
| Travu                                              | 35              | Solaro                                                             |             |                              |                               |
| Monte Rossu                                        | ?               |                                                                    |             |                              |                               |
| Rivages de Casinca                                 | ?               |                                                                    |             |                              |                               |
| Total                                              | 9119            |                                                                    |             |                              |                               |

| Corse-du-Sud                             | Corse-du-Sud    | Corse-du-Sud                     | Corse-du-Sud | Corse-du-Sud      | Corse-du-Sud                             |
| Nom du site                              | Superficie (ha) | Commune                          | Site classé  | Réserve naturelle | Oiseaux, Flore, Tour génoise…            |
| ---------------------------------------- | --------------- | -------------------------------- | ------------ | ----------------- | ---------------------------------------- |
| Fautea                                   | 37              | Zonza                            |              |                   | Tour                                     |
| Île de Pinarellu                         | 18              | Zonza                            |              |                   | Tour                                     |
| Pinarellu                                | 11              | Zonza                            |              |                   | Tour                                     |
| Arasu                                    | 37              | Porto-Vecchio                    |              |                   |                                          |
| Palumbaggia                              | 18              | Porto-Vecchio                    |              |                   | Flore                                    |
| Îles Cerbicale                           | 13              | Porto-Vecchio                    |              | Oui               | Oiseaux, site départemental              |
| Tamaricciu (Bussaghja)                   | 9               | Porto-Vecchio                    |              |                   | Tour                                     |
| Santa Giulia                             | 301             | Porto-Vecchio                    |              |                   | Tour                                     |
| Rundinara                                | 16              | Bonifacio                        |              |                   |                                          |
| Sarpente                                 | 281             | Bonifacio                        |              | Oui               |                                          |
| Capicciolu                               | 30              | Bonifacio                        |              |                   | Tour                                     |
| Îles Lavezzi                             |                 | Bonifacio                        | Oui          | Oui               | Oiseaux                                  |
| Falaises de Bonifacio                    | 220             | Bonifacio                        | Oui          |                   | Phare de Pertusato                       |
| Testa - Ventilegne                       | 2618            | Bonifacio, Pianottoli-Caldarello |              |                   |                                          |
| San Giovanni (Marais de San-Giovanni)    | 11              | Bonifacio                        |              |                   | Monument historique                      |
| Étang de Chevanu ?                       | 14              | Pianottoli-Caldarello            |              |                   |                                          |
| Chevanu-Bruzzi                           | 122             | Pianottoli-Caldarello            |              |                   |                                          |
| Arbitru                                  | 69              | Pianottoli-Caldarello            |              |                   | Site départemental                       |
| Muchju Biancu                            | 50              | Monacia-d'Aullène                |              |                   |                                          |
| Roccapina (Val Rahmeh)                   | 501             | Monacia-d'Aullène, Sartène       | Oui          |                   | Tour                                     |
| Val Rahmeh ?                             | 15              | Monacia-d'Aullène, Sartène       | Oui          |                   | Tour                                     |
| Cala Barbaria                            | 86              | Sartène                          |              |                   |                                          |
| Capu di Zivia                            | 110             | Sartène                          |              |                   |                                          |
| Campumoru-Senetosa                       | 2333            | Sartène, Belvédère-Campomoro     | Oui          |                   | Tour                                     |
| L'Omu (Punta di Omu)                     | 69              | Belvédère-Campomoro              | Oui          |                   |                                          |
| Punta di l'Aliva ?                       | 16              | Belvédère-Campomoro              | Oui          |                   | Tour                                     |
| Anchusa Crispa (Embouchure du Rizzanese) | 77              | Propriano                        |              |                   | Natura 2000                              |
| Baracci                                  | 6               | Propriano                        |              |                   |                                          |
| Capu di Muro                             | 202             | Coti-Chiavari                    |              |                   | Tour                                     |
| Îles Sanguinaires                        | 33              | Coti-Chiavari                    | Oui          |                   | Site départemental, Tour                 |
| Ricantu-Capitellu                        | 34              | Coti-Chiavari                    |              |                   | Tour                                     |
| Capu di Fenu                             | 484             | Ajaccio, Villanova               |              |                   |                                          |
| Triu                                     | 20              | Vico                             |              |                   |                                          |
| Capizzolu                                | 33              | Cargèse                          |              |                   |                                          |
| Molendinu (Punta di Molendinu)           | 29              | Cargèse                          |              |                   |                                          |
| Spelunca                                 | 8               | Cargèse                          |              |                   |                                          |
| Puntiglione (Punta di Cargese)           | 49              | Cargèse                          |              |                   | Tour                                     |
| Omigna (Punta d'Omigna)                  | 120             | Cargèse                          |              |                   | Tour                                     |
| Orchinu (Punta d'Orchinu)                | 106             | Cargèse                          |              |                   | Tour                                     |
| Capu Rossu                               | 79              | Cargèse                          | Oui          |                   | Oiseaux, Flore, Tour, Site départemental |
| Punta Bianca ?                           | 19              | Serriera, Partinello             | Oui          |                   |                                          |
| Bussaghja                                | 70              | Serriera                         | Oui          |                   |                                          |
| Gradelle-Caspiu                          | 151             | Osani, Partinello                | Oui          |                   |                                          |
| Girolata (y compris Vignola)             | 4               | Osani                            | Oui          |                   |                                          |
| Scandula                                 | 502             | Osani, Galéria                   | Oui          | Oui               | Flore, Oiseaux, Tour                     |
| Caniscione                               | ?               | Monacia-d'Aullène                |              |                   |                                          |
| Embouchure du Stabiacciu                 | 4               | Porto-Vecchio                    |              |                   |                                          |
| Ḯlots du Toro                            | ?               | Porto-Vecchio                    |              |                   |                                          |
| Liamone                                  | ?               |                                  |              |                   |                                          |
| Monte San Angelu-La Liscia               | ?               | Calcatoggio                      |              |                   |                                          |
| Portigliolu                              | 6               | Propriano                        |              |                   |                                          |
| Punta Capicciola                         | ?               |                                  |              |                   |                                          |
| Total                                    | 9031            |                                  |              |                   |                                          |